# 士林攔河堰
士林攔河堰，又稱士林壩，是臺灣的一座攔河堰，位於苗栗縣泰安鄉士林村，位於大安溪中游，於1994年興建，2002年9月開始營運。主要功能是攔引大安溪的溪水後，越域引水送往鯉魚潭水庫調蓄利用，平均每年約可引取大安溪主流之剩餘水量3.48億立方公尺，鯉魚潭水庫供水能力可由每日22萬噸提高為每日90萬噸，可供應苗栗縣及大台中地區的各種用水，此外並利用264公尺之引水落差供台灣電力公司卓蘭發電廠水力發電之用。士林攔河堰的特色在於建有魚道，具有維護生態的功能。

## 主要構造物
- 壩型：17座閘門控制溢流堰。
- 溢洪道堰高：21公尺。
- 壩長：227.5公尺。
- 發電進水口：位於堰體上游右岸，隧道入口設固定輪閘門一座，閘門高4.2公尺、寬3.5公尺，設計引水量35秒立方公尺（CMS）。
- 設有魚道。

## 圖集

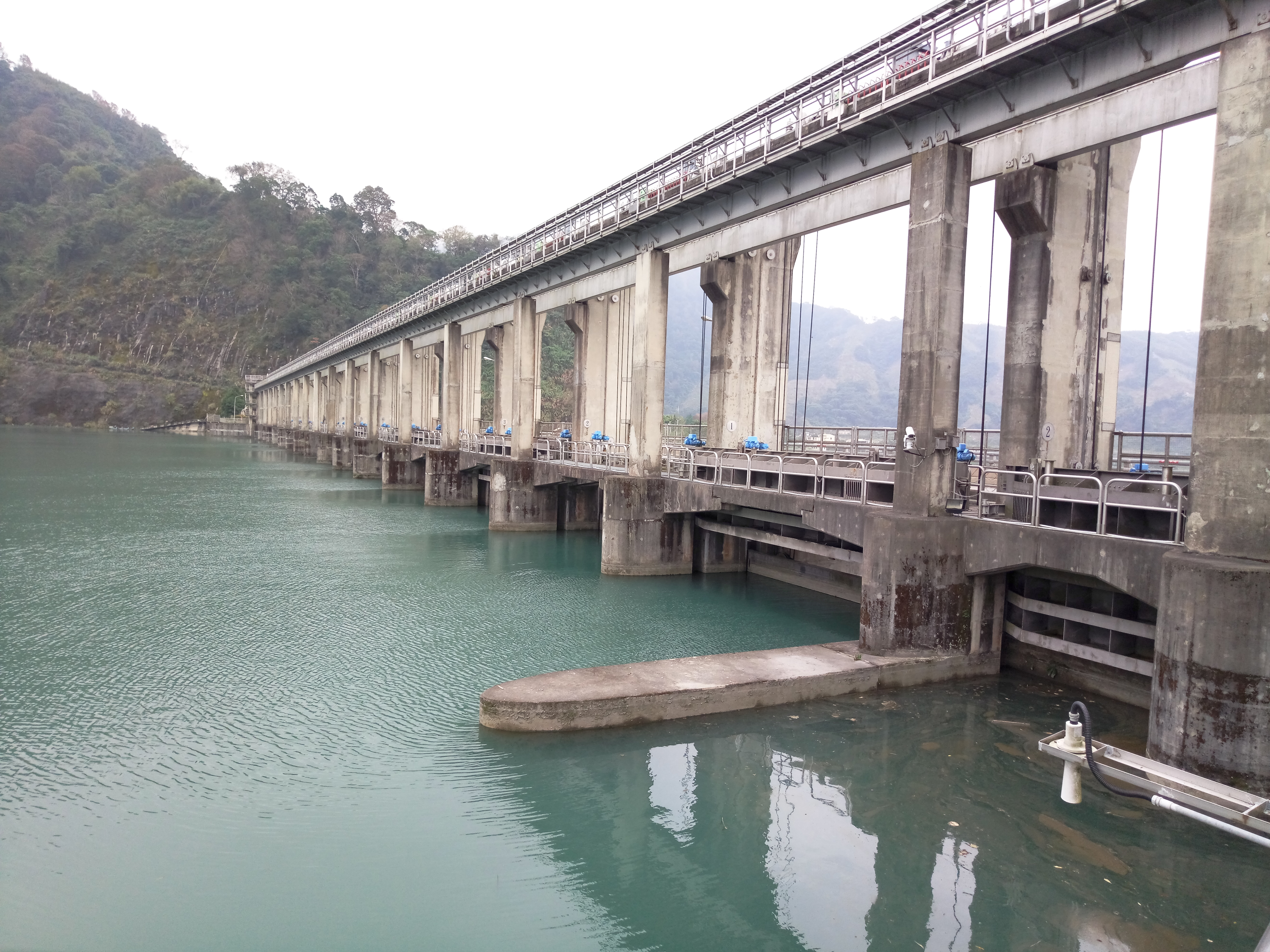
士林攔河堰背面排洪道閘門結構。
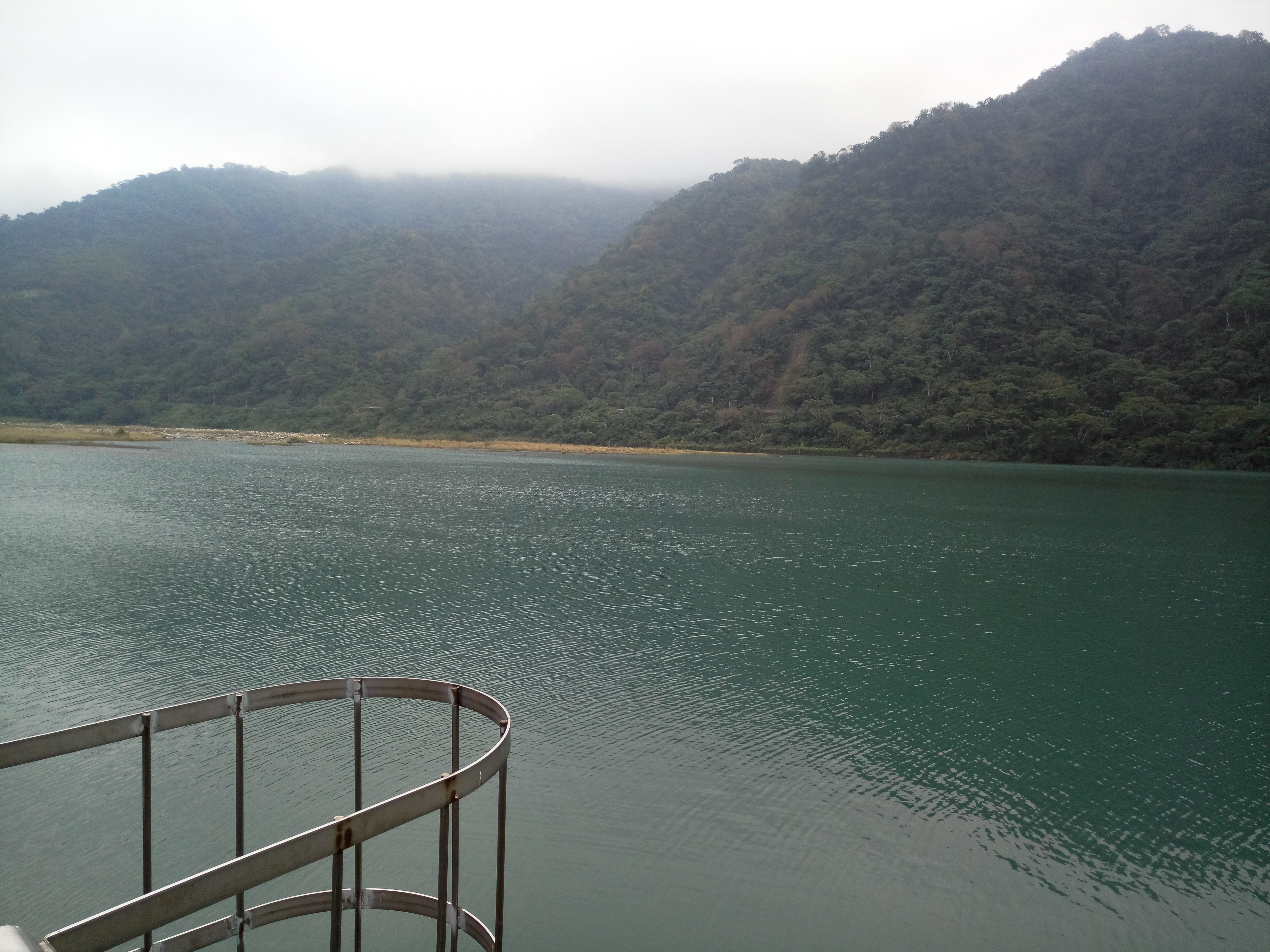
士林攔河堰上游蓄水區。
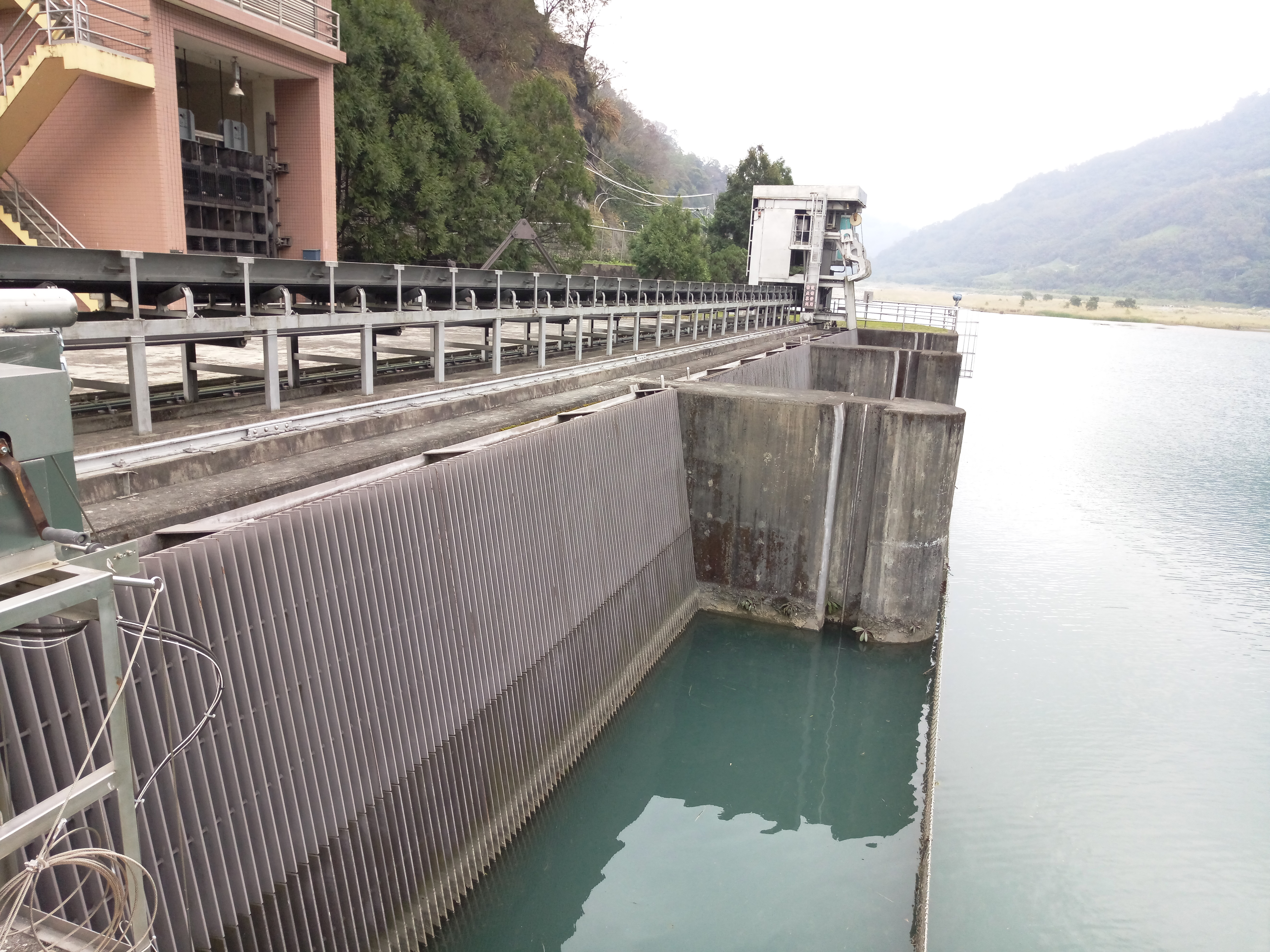
士林攔河堰上游的卓蘭發電廠發電進水口攔汙閘。
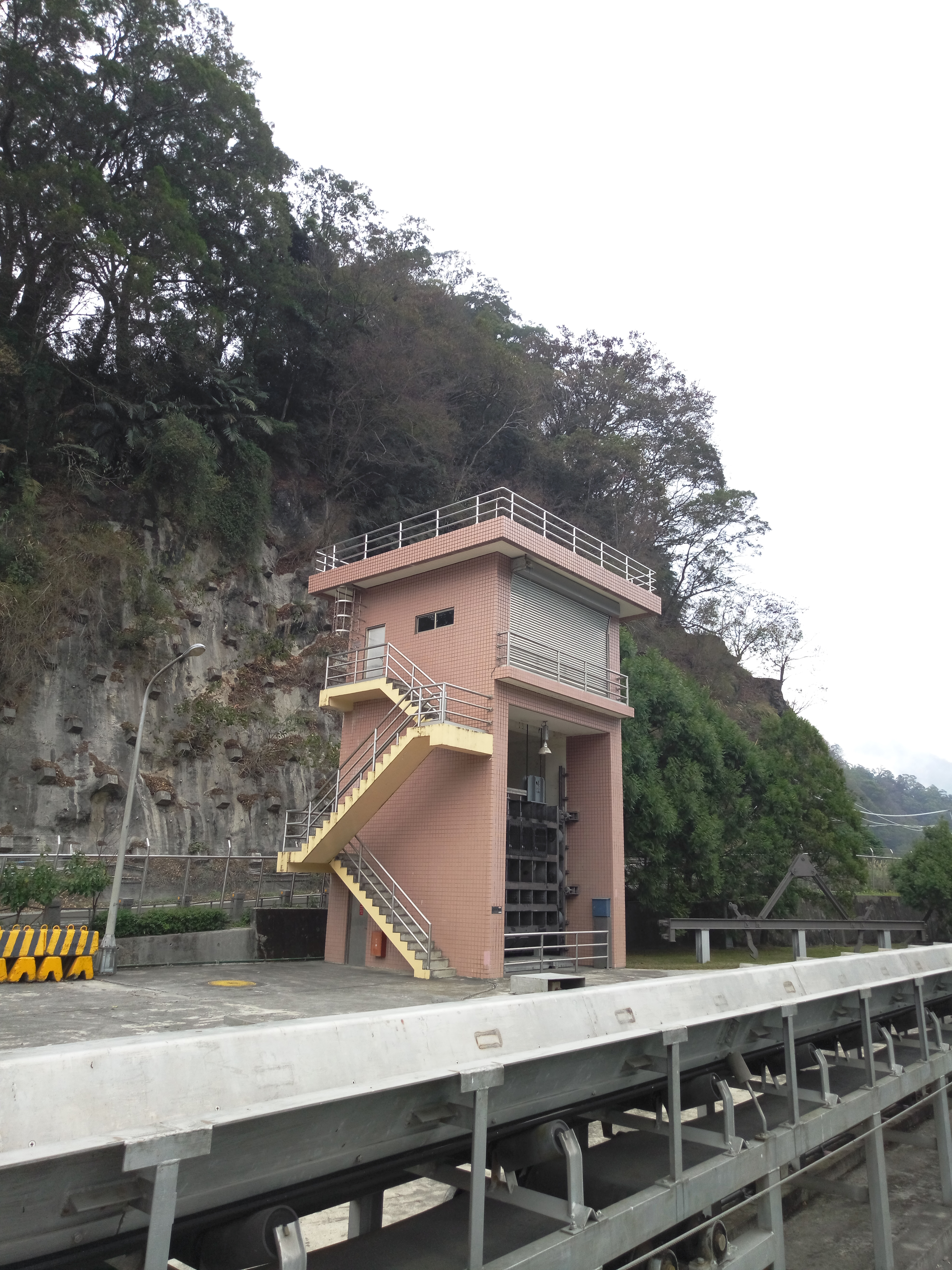
士林攔河堰上游的卓蘭發電廠發電進水口閘門。